# Уильямс, Роуз
Роуз Уильямс (англ. Rose Williams; родилась 18 февраля 1994 года, Лондон, Великобритания) — британская актриса кино и телевидения.

## Биография
Роуз Уильямс родилась в Лондоне. Её отец — садовник, мать — дизайнер-костюмер. В 2011 году Уильямс начала работать в магазине одежды, а с 2014 года снимается в кино и на телевидении. Она снималась в телесериалах «Катастрофа», «Царство», «Медичи: Повелители Флоренции». С 2019 года Уильямс играет главную роль в телесериале «Сэндитон» (в общей сложности вышли три сезона). В 2020 году она получила роль в хорроре «Проклятие Эбигейл».

## Фильмография
| Год  |   | Название                     | Роль                     |
| ---- | - | ---------------------------- | ------------------------ |
| 2014 | с | Царство                      | Клод Валуа               |
| 2015 | ф | Цыплёнок                     | Имя персонажа не указано |
| 2014 | с | Медичи: Повелители Флоренции | Катерина Сфорца          |
| 2019 | с | Сэндитон                     | Шарлотта Хейвуд          |
| 2021 | ф | Проклятие Эбигейл            | Вел                      |
| 2022 | ф | Миссис Харрис едет в Париж   | Памела Пенроуз           |
| 2022 | с | Грязный чёрный мешок         | Симона                   |